# Дипломатия больших данных
Дипломатия больших данных (англ. big data diplomacy) — концепция, разрабатываемая резидентами мозгового центра DiploFoundation при содействии Министерства иностранных дел Финляндии с целью изучения возможности и продуктивности использования технологий больших данных для дипломатической деятельности.

## История
Первая системная попытка описать применение массивов компьютерных данных в дипломатии связывается с докладом Тимати Дая на ежегодной конференции Американской ассоциации содействия развитию науки в 2015 году, в котором выдвинута концепция с рабочим названием «дипломатия данных». В определении Дая выделялся «развивающийся феномен, который связывает концепции обработки и анализа данных, технологии, науку о вычислениях с социологией, международными отношениями и дипломатическими переговорами», отдельно подчёркивалось, что в ряде случаев «дипломатия данных» может дать новые дипломатические инструменты. С увеличением популярности концепции больших данных и популяризации присущих ей методов анализа в международных отношениях, представители аналитического центра DiploFoundation в 2017 году организовали ряд мероприятий (вебинары, круглые столы, конференции), направленные на анализ возможности использования технологий анализа больших данных в осуществлении дипломатической деятельности, а также роль больших данных в международных отношениях.

## Осуществление
Концепция рассматривает анализ данных в качестве инструмента повышения эффективности деятельности в рамках осуществления традиционных дипломатических сношений, переговорного процесса, реализации публичной дипломатии и цифровой дипломатии .
Среди предлагаемых методов — анализ социальных медиа с использованием анализа тональности текста и сетевого анализа, в простых случаях отслеживается статистика по хештегам с целью выявления наиболее популярных тем посредством измерения количественных изменений. Другое направление — обработка текстов и выявление шаблонов и закономерностей в дипломатических документах, таких как международные договоры, дипломатические ноты, протоколы дипломатических встреч; например, оценивая степень повторяемости тех или иных терминов и определений, выявляя ключевые слова и частоту их сочетаемости в тех или иных контекстах, возможно оценить релевантность определённой проблемы в рамках заданной дискуссии. Отдельное направление — оценка закономерностей в поведении участников голосования при принятии политических решений.
В рамках переговорных процессов анализ контента национальных социальных медиа позволяет актору сформировать представление об отношении граждан и представителей определённых социальных групп (как своих, так и партнёра по переговорному процессу) к конкретному вопросу. Такого рода подход позволяет заблаговременно оценить окно возможностей, в рамках которого может проходить условный политический «торг», а также выработать наиболее удобоваримую для всех сторон повестку, исключив из неё пункты, рассмотрение которых может привести к торможению, заморозке или полному срыву переговорного процесса. Более того, непосредственно во время проведения переговоров, актор может отслеживать реакцию населения на принятие определённых решений и, соответственно, корректировать собственную позицию, что положительно сказывается как на качестве переговоров, так и на их эффективности.
Важным приложением для дипломатической деятельности может стать предоставление дипломатической отчётности: несмотря на то, что зачастую дипломатические отчёты имеют описательный характер, а конкретные данные выносятся в отдельные приложения в качестве подкрепления тезисов, содержащихся в тексте, сводки, знания и идеи, сформулированные на основе анализа больших данных, позволяют повысить качество выходного материала.